# Gonodonta marmorata
Gonodonta marmorata là một loài bướm đêm trong họ Noctuidae.